# Cristo Martín Hernández
 Cristo Martín Hernández  (San Cristóbal de La Laguna, 18 juni 1987) is een Spaans profvoetballer. Tijdens de winterstop van het seizoen 2025-2026 tekende hij een contract bij SCR Minerva].
Tijdens het grootste gedeelte van zijn professionele carrière heeft Cristo gespeeld voor ploegen afkomstig van de Canarische Eilanden, CD Tenerife, Universidad de Las Palmas CF en het minder bekende CD Marino. Hij startte tijdens het seizoen 2006-2007 bij CD Tenerife B een filiaal dat toen uitkwam in de Tercera División. Vanaf het seizoen 2008-2009 werd hij ook viermaal opgeroepen voor het A-elftal dat aantrad in de Segunda División B. De ploeg eindigde op een derde plaats en kon zo de promotie naar de Primera División afdwingen. Cristo werd echter niet geselecteerd voor het project op het hoogste niveau van het Spaanse voetbal.
Vanaf seizoen 2009-2010 zou hij gedurende twee jaar spelen bij Universidad de Las Palmas CF, een ploeg in de Segunda División B. Toen de ploeg na het tweede seizoen ophield te bestaan wegens financiële problemen, moest hij nieuwe oorden opzoeken.
Daarom tekende hij voor het seizoen 2011-2012 bij het bescheiden CD Marino, een ploeg dat net naar de Tercera División teruggekeerd was.
Na één seizoen zou hij terugkeren naar CD Tenerife, een ploeg die toen uitkwam in de Segunda División B. Tijdens het eerste seizoen 2012-2013 werd er kampioen gespeeld en werd de verloren plaats in de Segunda División A na het behalen van de eindronde weer ingenomen. Hij zou er drie seizoenen en in totaal 99 wedstrijden spelen, maar door een trainerswissel werd hij niet meer geselecteerd voor het team 2015-2016.
In augustus 2015 tekende hij een contract bij FC Cartagena, waardoor hij tijdens het seizoen 2015-2016 uitkomt in de Segunda División B. Hij vond er gewezen teamgenoot Quique terug.  Hij werd een van de basisspelers en scoorde twee doelpunten tijdens de dertig officiële wedstrijden.  Op 25 mei verlengde hij zijn contract voor het seizoen 2016-2017.  Ook tijdens dit seizoen was hij een van de steunpilaren in een ploeg die vierde werd in de eindrangschikking en in de tweede ronde van de playoffs uitgeschakelde werd.  Zijn prestaties gingen niet ongemerkt voorbij en hij kreeg een belangrijke offerte vanwege reeksgenoot Extremadura UD.  De havenploeg deed echter een grote inspanning en zo tekende de speler op 15 juni 2017 een driejarig contract tot en met juni 2020.  Zijn honderdste officiële wedstrijd zou hij op 8 april 2018 spelen tijdens de met 2-1 verloren uitwedstrijd van de 33ste speeldag tegen streekgenoot Real Murcia.  Tijdens de training van 2 mei 2018 raakte hij langdurig geblesseerd. Net voor het einde van de competitie maakte de ploeg gebruik van de mogelijkheid om Cristo te vervangen door een jonge speler van het net gedegradeerde Betis Deportivo Balompié, Aitor Ruibal Garcia. Tijdens de laatste wedstrijd van de reguliere competitie werd de ploeg kampioen van de groep IV. Voor de play off van de kampioenen werd de leider van groep I geloot, Rayo Majadahonda.  De wedstrijd te Cartagonova werd met 2-1 gewonnen dankzij doelpunten van Rubén Cruz Gil en Isaac Aketxe Barrutia.  Tijdens de terugwedstrijd zat het er lang goed uit, maar door een eigen doelpunt van Miguel Zabaco Tomé werd er met 1-0 verloren.  Dankzij de kampioenstitel was er nog een tweede kans en die startte bij Celta de Vigo B, de vierde van groep I.  De uitwedstrijd in Galicië eindigde op een scoreloos gelijkspel, waarna een doelpunt op vrijschop, getrapt door José Manuel López Gaspar, voldoende was om zich voor de finale te plaatsen.  Voor deze laatste stap werd de vierde uit hun reeks, Extremadura UD, aangeduid.  Nadat dat de heenwedstrijd met 1-0 verloren ging, werd tijdens de thuiswedstrijd niet gescoord door beide ploegen en miste Cartagena zo de promotie.  Tijdens zijn vierde seizoen 2018-2019 zou hij pas op de zesentwintigste speeldag volledig hersteld zijn van zijn blessure en zijn heroptreden vieren tijdens tweeënzestigste minuut van de met 3-1 gewonnen wedstrijd tegen Atlético Malagueño.  Al snel zou hij opnieuw gekwetst geraken.
Daarom werd het contract, dat nog een seizoen geldig was, in gemeenschappelijk overleg ontbonden.
Einde september 2019 vond hij toch onderdak voor het seizoen 2019-2020 bij SCR Minerva, een ploeg uit de Tercera División van de autonome gemeenschap Murcia.  Daar zou hij verenigd worden met zijn gewezen teamgenoot Juan Carlos Ceballos Pinto.  De speler won zijn zelfvertrouwen terug en werd een van de basisspelers.  Op 31 januari 2020 keerde hij weer naar de Segunda División B en sloot aan bij Algeciras CF, een ploeg die zich met een achttiende plaats in de degradatiezone op de achttiende bevond.  De eerstvolgende wedstrijd tegen CD Badajoz zat hij al op de bank en de ploeg deed het heel goed door de wedstrijd met 1-0 te winnen. Toen de competitie na 28 wedstrijden stilgelegd werd door de coranapandemie, stond de ploeg op een zestiende plaats.  Omdat de Spaanse voetbalbond besliste dat er geen dalers zouden zijn, moest de ploeg geen play downs spelen.
Tijdens de maand september 2020 tekende hij een éénjarig contract bij Lorca FC, een ploeg uit de Tercera División van de autonome gemeenschap Murcia.  Aangezien hij geen basisplaats kon afdwingen, stapte hij op 19 november 2020 over naar reeksgenoot Racing Murcia.  Deze ploeg was gemotiveerd om een reeks hoger te komen, maar toen dit op het einde van het seizoen niet lukte, werd zijn contract niet verlengd.
Voor het seizoen 2021-2022 tekende hij een contract bij Atlético Pulpileño.  Zo kwam hij terecht bij een ploeg die er wel in geslaagd was om een plaats af te dwingen in de Segunda División RFEF, het nieuwe vierde niveau van het Spaans voetbal.  Hij zou er vijftien van de eerste zeventien wedstrijden spelen.  Op 21 januari 2022 werd echter bekend dat hij overstapte naar reeksgenoot Águilas FC.  Hij zou er een gewezen ploegmakker van FC Cartagena, Joaquim Araújo Delgado, tegen het lijf lopen.  Ondanks het feit dat de ploeg zich niet kon handhaven, werd zijn contract met seizoen 2022-2023 verlengd.  Als basisspeler maakte hij van kortbij mee dat de ploeg dankzij een vlekkeloos kampioenschap de verloren plaats weer onmiddellijk terug inpalmde.  Hij volgde de club echter niet.
Hij bleef op hetzefde niveau spelen door voor het seizoen 2023-2024 terug te keren bij Atlético Pulpileno.